# Novi Majur
Novi Majur falu Horvátországban Pozsega-Szlavónia megyében. Közigazgatásilag Pakráchoz tartozik.

## Fekvése
Pozsegától légvonalban 42, közúton 55 km-re, községközpontjától légvonalban és közúton 4 km-re északnyugatra, Nyugat-Szlavóniában fekszik. Északról Stari Majur, nyugatról Batinjani, délről Prekopakra falvak határolják.

## Története
A két világháború között mezőgazdasági majorként keletkezett Batinjani és Prekopakra falvak határán. Lakosságát 1948-ban számlálták meg először. 1953-tól számít önálló településnek. 1991-ben lakosságának 99%-a horvát nemzetiségű volt. 2011-ben 104 lakosa volt.

## Lakossága
| Lakosság változása | Lakosság változása | Lakosság változása | Lakosság változása | Lakosság változása | Lakosság változása | Lakosság változása | Lakosság változása | Lakosság változása | Lakosság változása | Lakosság változása | Lakosság változása | Lakosság változása | Lakosság változása | Lakosság változása | Lakosság változása |
| ------------------ | ------------------ | ------------------ | ------------------ | ------------------ | ------------------ | ------------------ | ------------------ | ------------------ | ------------------ | ------------------ | ------------------ | ------------------ | ------------------ | ------------------ | ------------------ |
| 1857               | 1869               | 1880               | 1890               | 1900               | 1910               | 1921               | 1931               | 1948               | 1953               | 1961               | 1971               | 1981               | 1991               | 2001               | 2011               |
| 0                  | 0                  | 0                  | 0                  | 0                  | 0                  | 0                  | 0                  | 141                | 145                | 162                | 140                | 134                | 119                | 109                | 104                |

(1948-ban településrészként, 1953-tól önálló településként.)